# ابن موت (مسلسل)
ابن موت مسلسل دراما مصري من بطولة خالد النبوي وعبير صبري وعفاف شعيب وداليا إبراهيم ومن إخراج سمير سيف, عرض المسلسل في 20 يوليو 2012.

## قصة المسلسل
تدور أحداثه حول مافيا الهجرة غير الشرعية، واستغلالها لحاجة الناس، وإيهامهم بالقدرة على توفير فرصة للهجرة والعمل خارج البلاد.

## الممثلون
- خالد النبوي
- علا غانم
- محمد نجاتي
- محمد لطفي
- انتصار
- منة فضالي
- أحمد خليل
- هيدي كرم
- صفاء الطوخي
- سميرة عبد العزيز
- هياتم
- داليا إبراهيم
- سليمان عيد
- رؤوف مصطفى
- إدوارد